# گوان‌اوک کیم
گوان‌اوک کیم (به انگلیسی: Gwan-Uk Kim) زاده ۲۲ ژوئیهٔ ۱۹۹۰، کشتی گیر کره جنوبی است. از افتخارات این کشتی گیر می توان به کسب مدال برنز بازی‌های آسیایی ۲۰۱۴ و بازی‌های آسیایی ۲۰۱۰ اشاره کرد. او در وزن ۸۶ کیلوگرم در بازی‌های المپیک تابستانی ۲۰۱۶ نیز شرکت داشت که در مرحله اول در برابر رینیریس سالاس کوبایی شکست خورد و با توجه به شکست این کشتی گیر در مرجله بعد، از دور رقابت ها کنار رفت.